# Olympische Jugend-Sommerspiele 2010/Boxen
| Boxen bei den I. Olympischen Jugend-Sommerspielen | Boxen bei den I. Olympischen Jugend-Sommerspielen               |
| Olympische Ringe · Boxen                          | Olympische Ringe · Boxen                                        |
| Informationen                                     | Informationen                                                   |
| ------------------------------------------------- | --------------------------------------------------------------- |
| Teilnehmer:                                       | 160 Athleten                                                    |
| Datum:                                            | 21. August–25. August                                           |
| Austragungsort:                                   | Suntec Singapore International Convention and Exhibition Centre |
| Wettkampfort:                                     | Singapur                                                        |
| Entscheidungen:                                   | 11                                                              |
|                                                   | Nanjing 2014 →                                                  |
| Olympische Ringe                                  | Boxen                                                           |

| Olympische Jugend-Sommerspiele 2010 (Medaillenspiegel Boxen) | Olympische Jugend-Sommerspiele 2010 (Medaillenspiegel Boxen) | Olympische Jugend-Sommerspiele 2010 (Medaillenspiegel Boxen) | Olympische Jugend-Sommerspiele 2010 (Medaillenspiegel Boxen) | Olympische Jugend-Sommerspiele 2010 (Medaillenspiegel Boxen) | Olympische Jugend-Sommerspiele 2010 (Medaillenspiegel Boxen) |
| Platz                                                        | Mannschaft                                                   | Goldmedaillen                                                | Silbermedaillen                                              | Bronzemedaillen                                              | Gesamt                                                       |
| ------------------------------------------------------------ | ------------------------------------------------------------ | ------------------------------------------------------------ | ------------------------------------------------------------ | ------------------------------------------------------------ | ------------------------------------------------------------ |
| 01                                                           | Kuba                                                         | 3                                                            | —                                                            | —                                                            | 3                                                            |
| 02                                                           | Litauen                                                      | 2                                                            | —                                                            | —                                                            | 2                                                            |
| 03                                                           | Australien                                                   | 1                                                            | 1                                                            | —                                                            | 2                                                            |
| 04                                                           | Brasilien                                                    | 1                                                            | —                                                            | —                                                            | 1                                                            |
| 0                                                            | Deutschland                                                  | 1                                                            | —                                                            | —                                                            | 1                                                            |
| 0                                                            | Frankreich                                                   | 1                                                            | —                                                            | —                                                            | 1                                                            |
| 0                                                            | Irland                                                       | 1                                                            | —                                                            | —                                                            | 1                                                            |
| 0                                                            | Puerto Rico                                                  | 1                                                            | —                                                            | —                                                            | 1                                                            |
| 09                                                           | Aserbaidschan                                                | —                                                            | 2                                                            | —                                                            | 2                                                            |
| 10                                                           | Usbekistan                                                   | —                                                            | 1                                                            | 2                                                            | 3                                                            |
| 11                                                           | Indien                                                       | —                                                            | 1                                                            | 1                                                            | 2                                                            |
| 0                                                            | Türkei                                                       | —                                                            | 1                                                            | 1                                                            | 2                                                            |
| 0                                                            | Venezuela                                                    | —                                                            | 1                                                            | 1                                                            | 2                                                            |
| 14                                                           | Kolumbien                                                    | —                                                            | 1                                                            | —                                                            | 1                                                            |
| 0                                                            | Italien                                                      | —                                                            | 1                                                            | —                                                            | 1                                                            |
| 0                                                            | Nauru                                                        | —                                                            | 1                                                            | —                                                            | 1                                                            |
| 0                                                            | Neuseeland                                                   | —                                                            | 1                                                            | —                                                            | 1                                                            |
| 0                                                            | Ägypten                                                      | —                                                            | —                                                            | 1                                                            | 1                                                            |
| 18                                                           | Argentinien                                                  | —                                                            | —                                                            | 1                                                            | 1                                                            |
| 0                                                            | Moldau                                                       | —                                                            | —                                                            | 1                                                            | 1                                                            |
| 0                                                            | Polen                                                        | —                                                            | —                                                            | 1                                                            | 1                                                            |
| 0                                                            | Turkmenistan                                                 | —                                                            | —                                                            | 1                                                            | 1                                                            |
| 0                                                            | Ungarn                                                       | —                                                            | —                                                            | 1                                                            | 1                                                            |

Bei den Olympischen Jugend-Sommerspielen 2010 in Singapur wurden vom 21. bis 25. August elf Wettbewerbe im Boxen ausgetragen. Die Wettkämpfe fanden im Suntec Singapore International Convention and Exhibition Centre statt. Es wurden keine Wettbewerbe für Mädchen ausgetragen.

## Jungen

### Halbfliegengewicht (bis 48 kg)
| Platz | Land | Athlet            |
| ----- | ---- | ----------------- |
| 1     | IRL  | Ryan Burnett      |
| 2     | AZE  | Salman Əlizadə    |
| 3     | UZB  | Zohidjon Hurboyev |

Die Finalwettkämpfe wurden vom 21. bis zum 25. August ausgetragen.

### Fliegengewicht (bis 51 kg)
| Platz | Land | Athlet             |
| ----- | ---- | ------------------ |
| 1     | PUR  | Emmanuel Rodríguez |
| 2     | NRU  | Dj Maaki           |
| 3     | EGY  | Hesham Abdelaal    |

Die Finalwettkämpfe wurden vom 21. bis zum 25. August ausgetragen.

### Bantamgewicht (bis 54 kg)
| Platz | Land | Athlet               |
| ----- | ---- | -------------------- |
| 1     | CUB  | Robeisy Eloy Ramírez |
| 2     | IND  | Shiva Thapa          |
| 3     | POL  | Dawid Michelus       |

Die Finalwettkämpfe wurden vom 21. bis zum 25. August ausgetragen.

### Federgewicht (bis 57 kg)
| Platz | Land | Athlet          |
| ----- | ---- | --------------- |
| 1     | GER  | Artur Bril      |
| 2     | AZE  | Elvin İsayev    |
| 3     | VEN  | Fradimil Macayo |

Die Finalwettkämpfe wurden vom 21. bis zum 25. August ausgetragen.

### Leichtgewicht (bis 60 kg)
| Platz | Land | Athlet             |
| ----- | ---- | ------------------ |
| 1     | LTU  | Evaldas Petrauskas |
| 2     | AUS  | Brett Mather       |
| 3     | IND  | Vikas Krishan      |

Die Finalwettkämpfe wurden vom 21. bis zum 25. August ausgetragen.
 Thomas Vahrenholt belegte den 6. Platz.

### Halbweltergewicht (bis 64 kg)
| Platz | Land | Athlet             |
| ----- | ---- | ------------------ |
| 1     | LTU  | Ričardas Kuncaitis |
| 2     | VEN  | Samuel Zapata      |
| 3     | ARG  | Fabián Maidana     |

Die Finalwettkämpfe wurden vom 21. bis zum 25. August ausgetragen.

### Weltergewicht (bis 69 kg)
| Platz | Land | Athlet            |
| ----- | ---- | ----------------- |
| 1     | BRA  | David Lourenço    |
| 2     | UZB  | Ahmad Mamajonov   |
| 3     | TKM  | Nursähet Pazzyýew |

Die Finalwettkämpfe wurden vom 21. bis zum 25. August ausgetragen.
 Denis Radovan belegte den 5. Platz.

### Mittelgewicht (bis 75 kg)
| Platz | Land | Athlet               |
| ----- | ---- | -------------------- |
| 1     | AUS  | Damian Hooper        |
| 2     | COL  | Juan Carlos Carrillo |
| 3     | HUN  | Zoltán Harcsa        |

Die Finalwettkämpfe wurden vom 21. bis zum 25. August ausgetragen.

### Halbschwergewicht (bis 81 kg)
| Platz | Land | Athlet              |
| ----- | ---- | ------------------- |
| 1     | CUB  | Irosvani Duverger   |
| 2     | TUR  | Burak Aksın         |
| 3     | UZB  | Sardorbek Begaliyev |

Die Finalwettkämpfe wurden vom 21. bis zum 25. August ausgetragen.

### Schwergewicht (bis 91 kg)
| Platz | Land | Athlet         |
| ----- | ---- | -------------- |
| 1     | CUB  | Lenier Pero    |
| 2     | ITA  | Fabio Turchi   |
| 3     | TUR  | Ümit Can Patır |

Die Finalwettkämpfe wurden vom 21. bis zum 25. August ausgetragen.

### Superschwergewicht (über 91 kg)
| Platz | Land | Athlet            |
| ----- | ---- | ----------------- |
| 1     | FRA  | Tony Yoka         |
| 2     | NZL  | Joseph Parker     |
| 3     | MDA  | Daniil Svaresciuc |

Die Finalwettkämpfe wurden vom 21. bis zum 25. August ausgetragen.